# Arnave
Arnave – miejscowość i gmina we Francji, w regionie Oksytania, w departamencie Ariège.
Według danych na rok 2010 gminę zamieszkiwało 221 osób, a gęstość zaludnienia wynosiła 28 osób/km².